# Simon Vitzthum
Simon Vitzthum (Arbon, 19 de janeiro de 1995) é um desportista suíço que compete no ciclismo na modalidade de pista. Ganhou uma medalha de bronze no Campeonato Europeu de Ciclismo em Pista de 2020, na prova de perseguição por equipas.

## Medalheiro internacional
| Campeonato Europeu | Campeonato Europeu  | Campeonato Europeu | Campeonato Europeu      |
| Ano                | Lugar               | Medalha            | Competição              |
| ------------------ | ------------------- | ------------------ | ----------------------- |
| 2020               | Plovdiv ( Bulgária) | Medalha de bronze  | Perseguição por equipas |